# Henriette Polak-Schwarz

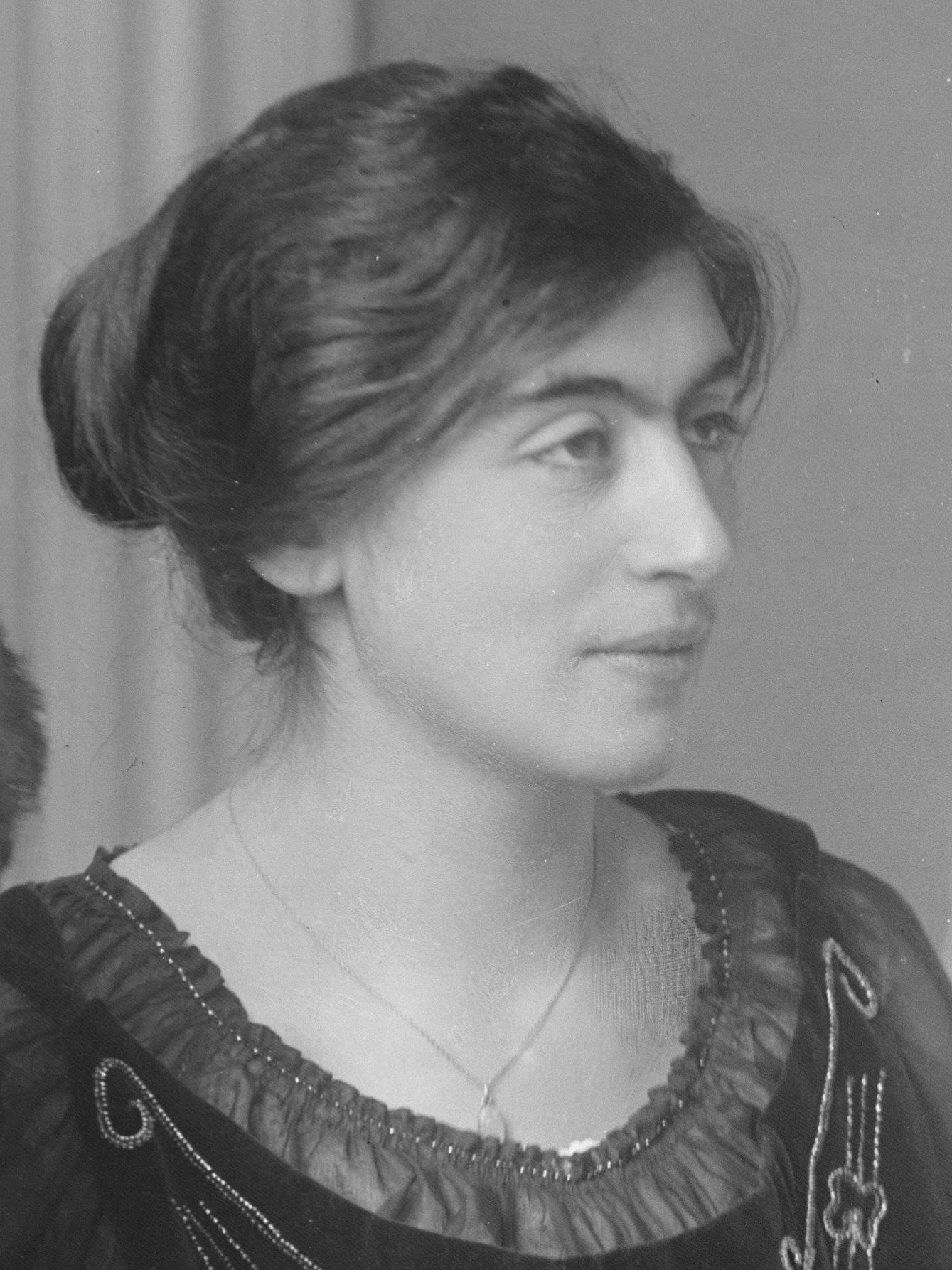
Henriette Polak-Schwarz (1917)

Henriette Polak-Schwarz, geboren als Henriette Antoinette Schwarz (* 7. November 1893 in Zutphen; † 12. April 1974 in Amsterdam), war eine niederländische Unternehmerin und Mäzenatin. 

## Leben
Henriette Schwarz wurde am 7. November 1893 in Zutphen in der Provinz Gelderland geboren. Ihre Eltern waren der jüdische Fabrikant Levi Schwarz (1864–1920) und dessen Ehefrau Rebecca Vles (1868–1944). Ihr Vater hatte 1889 in Zutphen eine Fabrik gegründet, in der er Fruchtaromen, ungiftige Farbstoffe und ätherische Öle produzierte. Nach dem Einstieg seines Schwagers Joseph Polak nannte sich das Unternehmen Polak & Schwarz’s Essence-Fabrieken. Als die Fabrik 1896 nach Zaandam verlegt wurde, zog die Familie nicht dorthin, sondern wohnte noch bis 1914 in Amsterdam. Erst dann erfolgte der Umzug nach Zaandam. An den verschiedenen Wohnorten war Henriettes Familie zwar jeweils Mitglied der niederländisch-israelitischen Gemeinschaft, jedoch wurden sie und ihre drei jüngeren Geschwister nicht religiös erzogen. Sie besuchte in Amsterdam die Schule für Sozialarbeit (niederländisch School voor Maatschappelijk Werk).
Am 16. Juli 1917 heiratete Henriette Schwarz den dreizehn Jahre älteren jüdischen Rechtsanwalt, Freidenker und Humanisten Leonard Polak (1880–1941) und bezog mit ihm ein Haus in der Amsterdamer Keizersgracht. Ihre drei Töchter Bettina (geboren am 23. März 1919), Henriette (Jetteke, geboren am 11. Oktober 1921) und Annie (Ans, geboren am 21. Mai 1924) wurden dort geboren. Nach dem Tod ihres Vaters übernahm ihr Ehemann den Vorsitz im Aufsichtsrat der väterlichen Essenz-Fabrik. Im Jahr 1928 wurde Leo Polak zum Professor für Philosophie an die Reichsuniversität Groningen berufen, und die Familie zog nach Groningen.
Nach dem Einmarsch der deutschen Wehrmacht und der Besetzung der Niederlande wurde Leo Polak früh ein Opfer des NS-Regimes. Im Mai 1941 wurde er in das Konzentrationslager Sachsenhausen bei Oranienburg deportiert, wo er im Dezember 1941 starb. Ihre zweitälteste Tochter Henriëtte überlebte den Krieg ebenfalls nicht. Sie hatte am Widerstand gegen die deutschen Besatzer teilgenommen und wurde 1941 in Groningen auf der Straße festgenommen. Es folgte ihre Deportation ins Konzentrationslager Ravensbrück, dann nach Auschwitz, wo sie am 11. November 1942 ermordet wurde. Auch ihre Mutter und eine ihrer Schwestern mit ihrem Ehemann und vier Kindern starben in deutschen Vernichtungslagern.

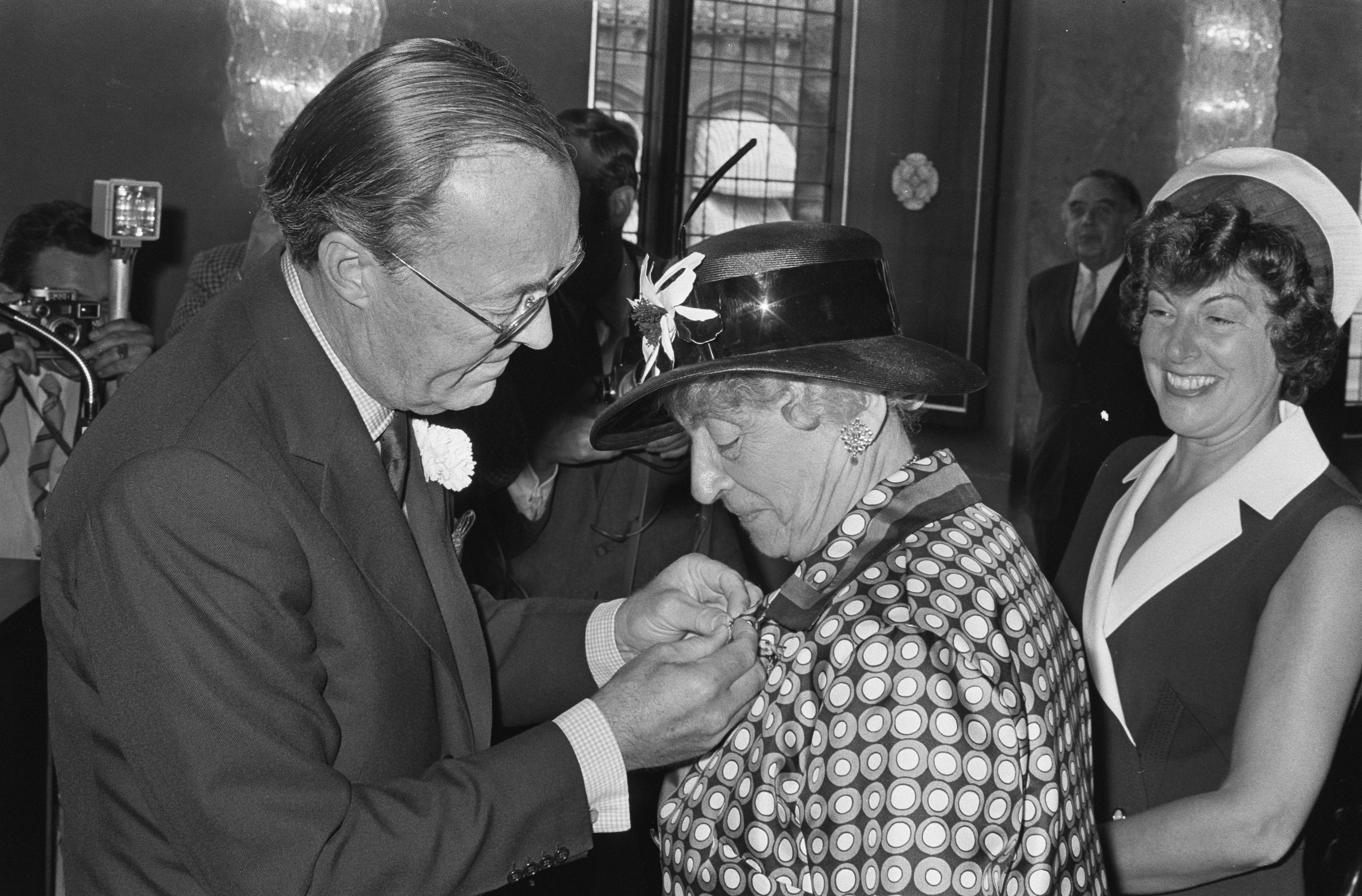
Prinz Bernhard zeichnet Henriette Polak-Schwarz mit einer Silbernen Nelke aus (1970)

Gemeinsam mit ihren Töchtern Bettina und Annie konnte Polak-Schwarz zwar Groningen verlassen, sie gerieten jedoch in niederländische Lager, versteckten sich und überlebten letztlich den Krieg. Nach Kriegsende stellte sich heraus, dass von den Eigentümern des väterlichen Unternehmens nur drei Frauen, nämlich Henriette, ihre Schwester Sara und ihre Schwägerin Elly Schwerz-Lek dem Holocaust entkommen waren. 
1949 trat Polak-Schwarz die Nachfolge ihres verstorbenen Ehemannes als Aufsichtsratsvorsitzende an. Sie wurde in den folgenden Jahren als großzügige Mäzenatin bekannt und unterstützte zahlreiche soziale und kulturelle Initiativen. In ihrem Haus in Amsterdam veranstaltete sie Kammerkonzerte, Vorträge und Diskussionsabende. Als Liebhaberin klassischer Musik förderte sie unter anderem die Amsterdamer Mozart- und Brahms-Zyklen des 1947 in London gegründeten Amadeus-Quartetts.
Nach dem Zusammenschluss der Essenz-Fabrik Polak & Schwarz mit der US-amerikanischen Firma Van Ameringen Haebler zur International Flavors & Fragrances (IFF) verkaufte Polak-Schwarz im Jahr 1958 ihre Anteile an dem ehemaligen Familienunternehmen und verstärkte ihr gesellschaftliches Engagement als Wohltäterin, Förderin und Stiftungsgeberin.
Für ihre Verdienste wurde sie am 26. Juni 1970 im Königlichen Palast in Amsterdam von Prinz Bernhard mit der Silbernen Nelke (niederländisch Zilveren Anjer) des niederländischen Königshauses ausgezeichnet.
Henriette Polak-Schwarz starb am 12. April 1974 im Alter von 80 Jahren in Amsterdam.

## Wirken als Mäzenatin und Stifterin
Humanistischer Verband
Im Jahr 1946 war Polak-Schwarz an der Gründung des Humanistischen Verbandes der Niederlande beteiligt und bis 1957 dessen Vorstandsmitglied. Mit ihrem privaten Vermögen trug sie wesentlich zur Erweiterung und Entwicklung dieser Vereinigung bei; so konnte beispielsweise dank ihrer finanziellen Förderung im Jahr 1960 ein Direktor ernannt und im Jahr 1970 eine große Werbekampagne zur Mitgliedergewinnung durchgeführt werden. In der Folge wurde sie deshalb in den Niederlanden „Mutter des Humanistischen Verbands“ (niederländisch „Moeder van het Humanistisch Verbond“) genannt. 
A.H. Gerhardhuis und Leo-Polak-Huis
1949 hatten die Freidenker, denen ihr Ehemann angehört hatte, gemeinsam mit dem Humanistischen Verband die nach dem niederländischen Politiker, Freidenker und Humanisten Adriaan H. Gerhard benannte Stiftung Humanistische Stichting A.H. Gerhard gegründet, die zum Ziel hatte, Wohnungen für nicht einer Kirche angehörende Menschen bereitzustellen. Von Beginn an bis 1973 war Polak-Schwarz Sekretärin der Stiftung und von 1959 bis 1972 Vorstandssekretärin des von der Stiftung im Amsterdamer Stadtteil Slotermeer errichteten humanistischen Altersheimes A. H. Gerhardhuis. Das Gerhardhuis war Amsterdams erstes Altersheim auf humanistischer Basis und das erste seiner Art für nicht kirchlich organisierte ältere Menschen in den Niederlanden. Dort lebten auch Ältere, die Mitglieder verschiedener linksgerichteter Vereine und Verbände waren. Polak-Schwarz trug 1972 auch finanziell zur Gründung eines zweiten Altersheimes auf humanistischer Basis bei, das nach ihrem verstorbenen Ehemann Leo-Polak-Huis benannt wurde und später auch als Pflegeheim für chronisch Kranke diente.
Leo-Polak-Stiftung
Im Jahr 1962 gründete Polak-Schwarz die Stiftung Leo Polak, an der sie auch ihre Töchter beteiligte. Diese Stiftung unterstützt Studenten und Doktoranden der Philosophie und verwandter Studienbereiche finanziell.
Rosa Spier Huis
Nachdem ihre Freundin, die Harfenistin Rosa Spier, sie darauf aufmerksam gemacht hatte, dass ein adäquater Altersruhesitz für Künstler und Intellektuelle fehle, gründete Polak-Schwarz 1963 die Rosa-Spier-Stiftung. Diese ließ in der Folge im nordholländischen Laren das nach der Harfenistin benannte Altersheim Rosa Spier Huis erbauen, das im Oktober 1969, zwei Jahre nach dem Tod von Rosa Spier, eröffnet werden konnte.
Museum Henriette Polak
Um den Kauf niederländischer figurativer Kunst aus dem 20. Jahrhundert zu ermöglichen, gründete Polak-Schwarz 1964 eine weitere Stiftung. Zur Unterbringung der von der Stiftung erworbenen Sammlung erwarb Polak-Schwarz in ihrer Geburtsstadt Zutphen das denkmalgeschützte Gebäude „De Wildemann“ am Zaadmarkt und das zugehörige Lagerhaus. Das nach ihr benannte Museum Henriette Polak konnte aufgrund der erforderlichen Renovierungsarbeiten erst anderthalb Jahre nach dem plötzlichen Tod der Mäzenatin am 21. Juni 1975 eröffnet werden.

## Auszeichnungen und Ehrungen
- 1970: Auszeichnung Zilveren Anjer (Silberne Nelke) des niederländischen Königshauses